# Skathi (astronomia)
Skathi è un satellite naturale di Saturno irregolare scoperto da Brett James Gladman e Kavelaars nel 2000 e ricevette il nome temporaneo S/2000 S 8.
Skathi ha un diametro di circa 8 km e orbita attorno a Saturno alla distanza media di 15,539 Gm con un periodo di 728,2 giorni, con un'eccentricità di 149° rispetto all'eclittica (154° rispetto all'equatore di Saturno), in direzione retrograda con un'eccentricità di 0,270.
Questo satellite, come Mundilfari e Thrymr potrebbe essere stato formato da detriti provenienti da Febe e scagliati nello spazio da grandi impatti nel passato.
Il nome deriva da Skaði, una gigantessa (poi diventata dea) della mitologia nordica, moglie del dio Njörðr.
Il nome originalmente proposto nella circolare IAU 8177 era Skadi, ma il working group sulla nomenclatura planetaria ha deciso in seguito di utilizzare una traslitterazione alternativa.